# 亚琛市政厅

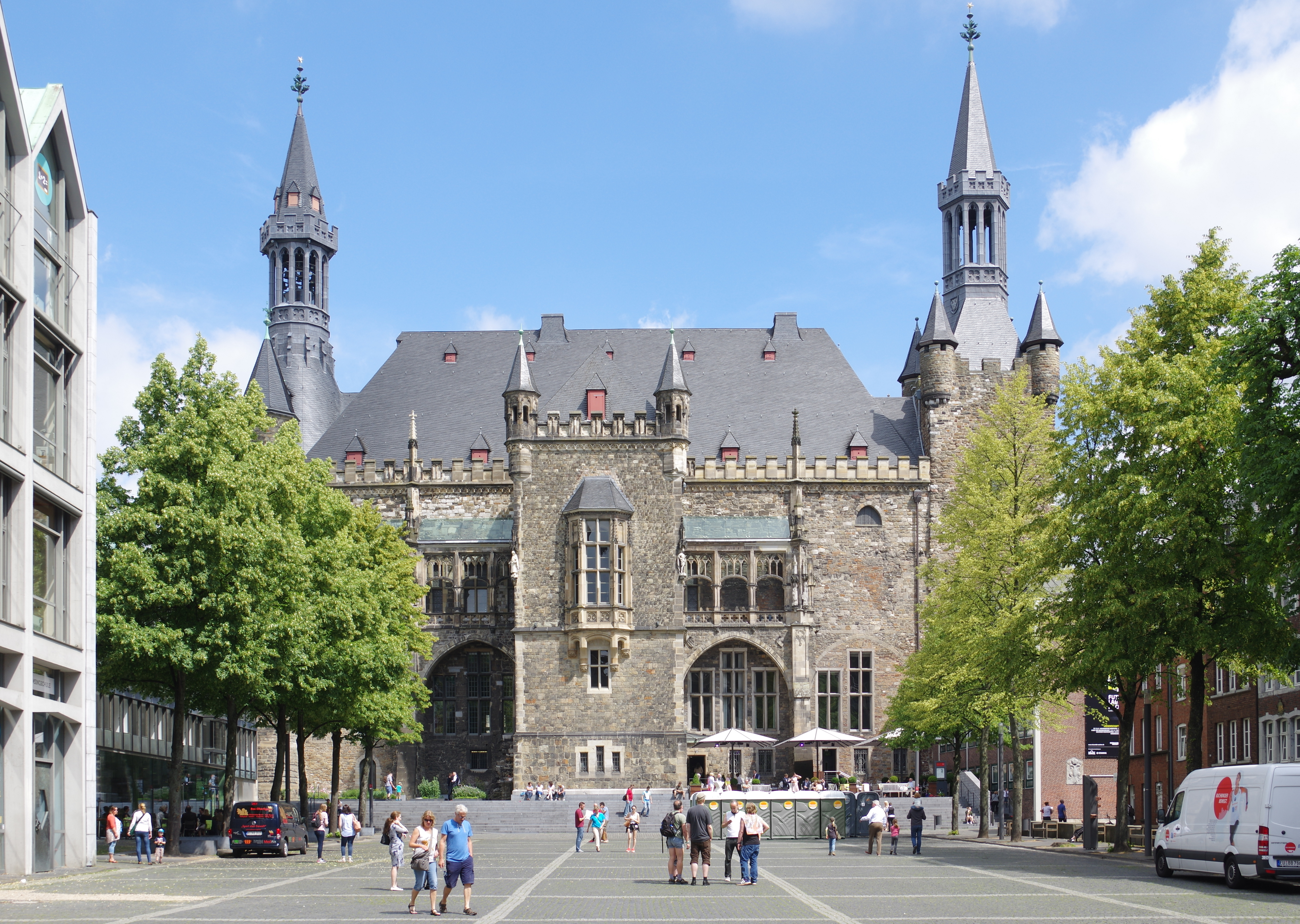
亚琛市政厅南侧外立面

亚琛市政厅（德語：Aachener Rathaus）是一座位于德国亚琛的哥特式风格建筑，现为亚琛市长及市议会的办公场所。它也是继亚琛主教座堂后，在亚琛旧城区最引人注目的建筑物之一。

## 历史

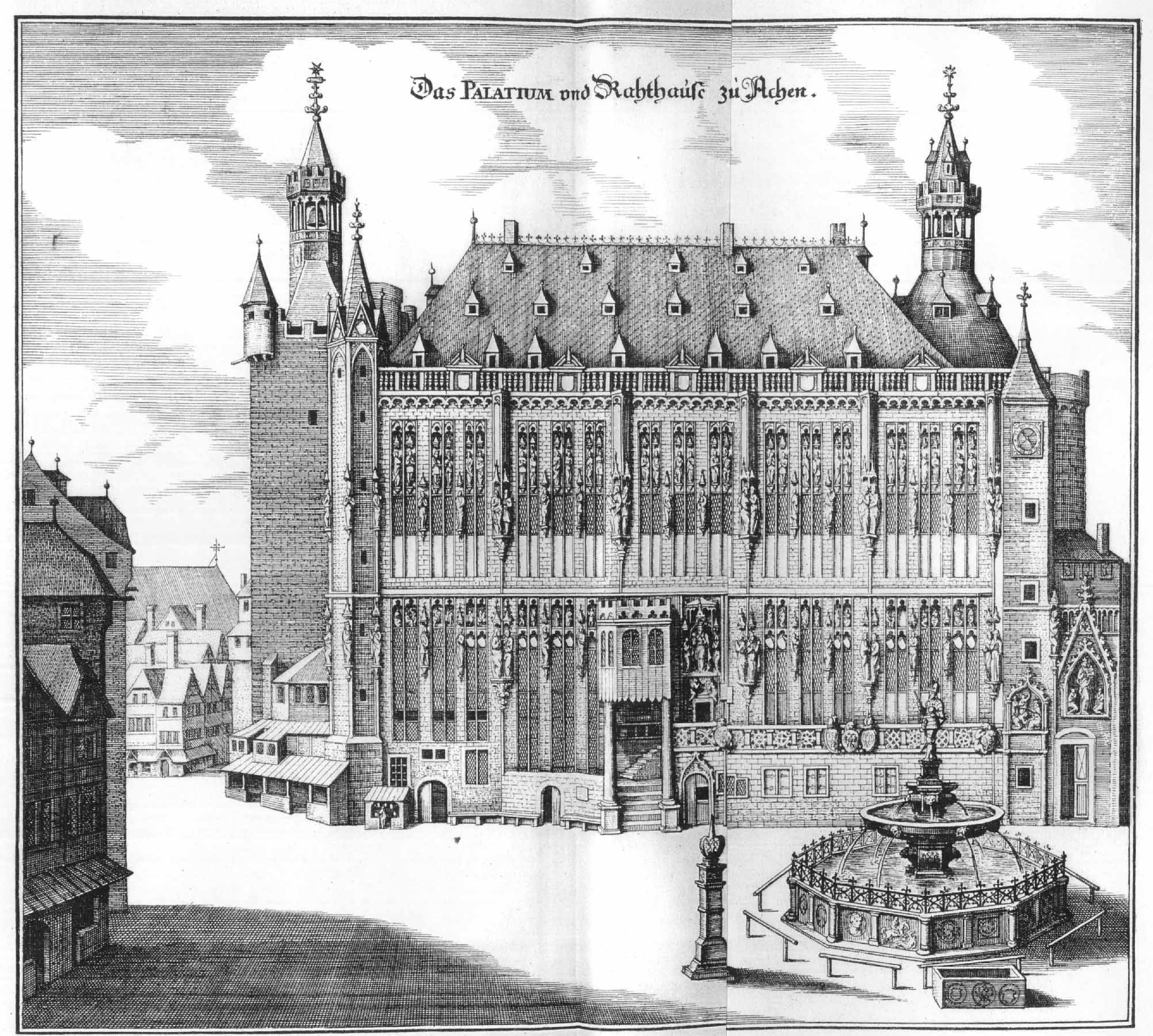
1647年的亚琛市政厅版画

在14世纪上半叶，作为彰显公民自由的标志，亚琛市民在时任市长格尔哈德·肖鲁斯（1285-1367）的领导下建造了一座新的市政厅。在此之前，当地一直使用13世纪落成的格拉斯之家作为市政厅。作为皇室对公民权的妥协，新市政厅还必须设立一间用于加冕礼宴的大厅。工程于1330年开始，它被建在一座废弃的宫殿建筑的墙基上，这里曾是亚琛皇城的圆厅，始建于卡洛林王朝时期。
始建于查理大帝时期的格拉努斯塔也被移用至新市政厅，并将其高度提升了14米。此外在市政厅的南侧仍有部分使用卡洛林时期的砖石堆砌。它于1349年完工。然而直至1531年，所谓的“加冕大厅（Krönungssaal）”才在亚琛国王加冕之际首次举办宴会。在市政厅担当行政大楼或用于国家庆典期间，城市的部分武器和弹药会被储存在格拉努斯塔，该塔也曾在一段时间内被用作监狱。
弗拉芒地区在这一时期有大量的市政厅建筑都是以哥特式的亚琛市政厅作为蓝本。

### 三王浮雕

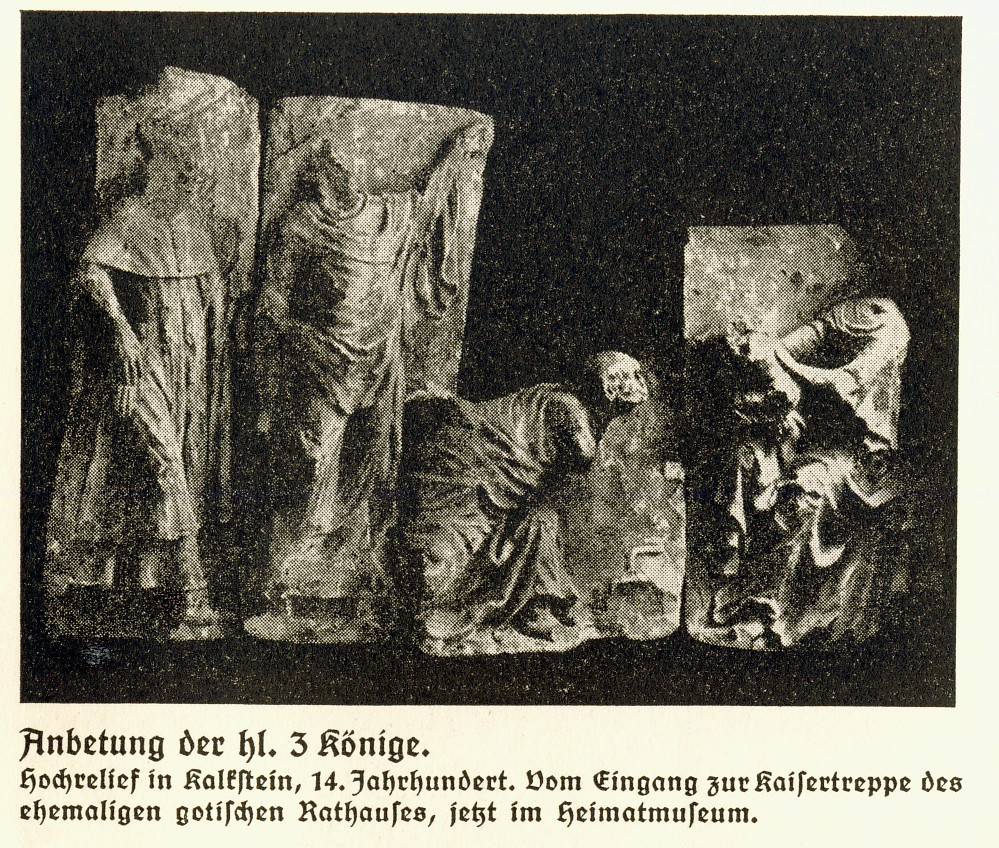
三王浮雕（约1380年）

从凯撒之梯的入口可以通往地下层的加冕大厅，其中在主显门上原饰有出自1380年左右、描绘着“三王朝拜”场景的石灰岩浮雕。浮雕由四个石灰岩块组成，除东方三王外，还有一个石灰岩块刻有圣母携子形象。
在拿破仑统治时期，浮雕于1789年有局部被毁。剩余的部分则仍留在了当时被称为“卫戍大本营”的入口上方。这组中世纪的艺术作品是在1879年由戈特弗里德·戈廷所制作的复制品所替代。原件于二战前被转移至市立博物馆，却在战乱中遗失。

### 巴洛克

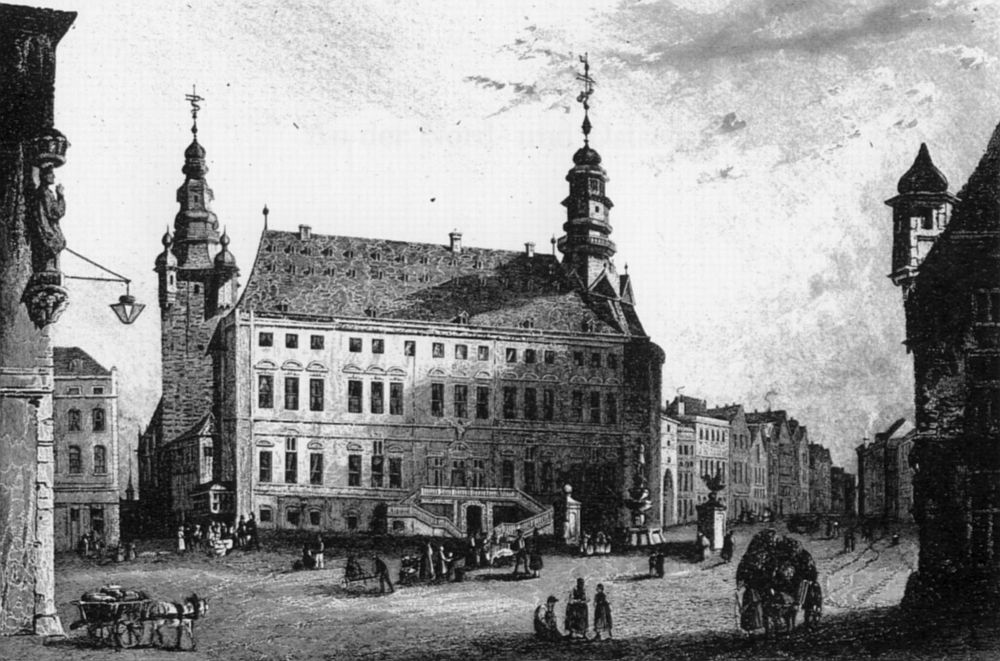
经过巴洛克改造的市政厅

在1656年的亚琛城市火灾中，市政厅的屋顶及塔楼被部分烧毁。受损的部分随后以巴洛克风格重建。从1727年至1732年，在亚琛建筑设计师约翰·约瑟夫·库温的领导下，市政厅进行了基础性的巴洛克改造，尤其是在正立面及入口阶梯的区域。哥特式人物塑像以及窗户的十字格条均被移除，甚至内部装潢也按巴洛克风格重新设计。如今，在会议室和地面层的“白色大厅”之中仍然保留有这种风格转变的痕迹。
这一时期的特点是由亚琛-列日巴洛克大师雅克·德·勒所作的木镶板画，以及由画家约翰·克利桑特·博伦拉特所作的壁画。它们均展现在所谓的“工头法庭（Werkmeistergericht）”内。这座大厅最初是为由法学家组成的评审小组而设，旨在控制亚琛出产的布匹质量，它在后来则成为了市长的办公室。
为了庆祝停战协议的签署，从而结束奥地利王位继承战争，市政厅在1748年设立了和平厅（Friedenssaal）。但由于外交使节之间的排名分歧，该厅并未使用。为了弥补这一点，亚琛接受了各使节的画像。它们如今可以在市政厅内各不同的房间内找到。

### 19世纪

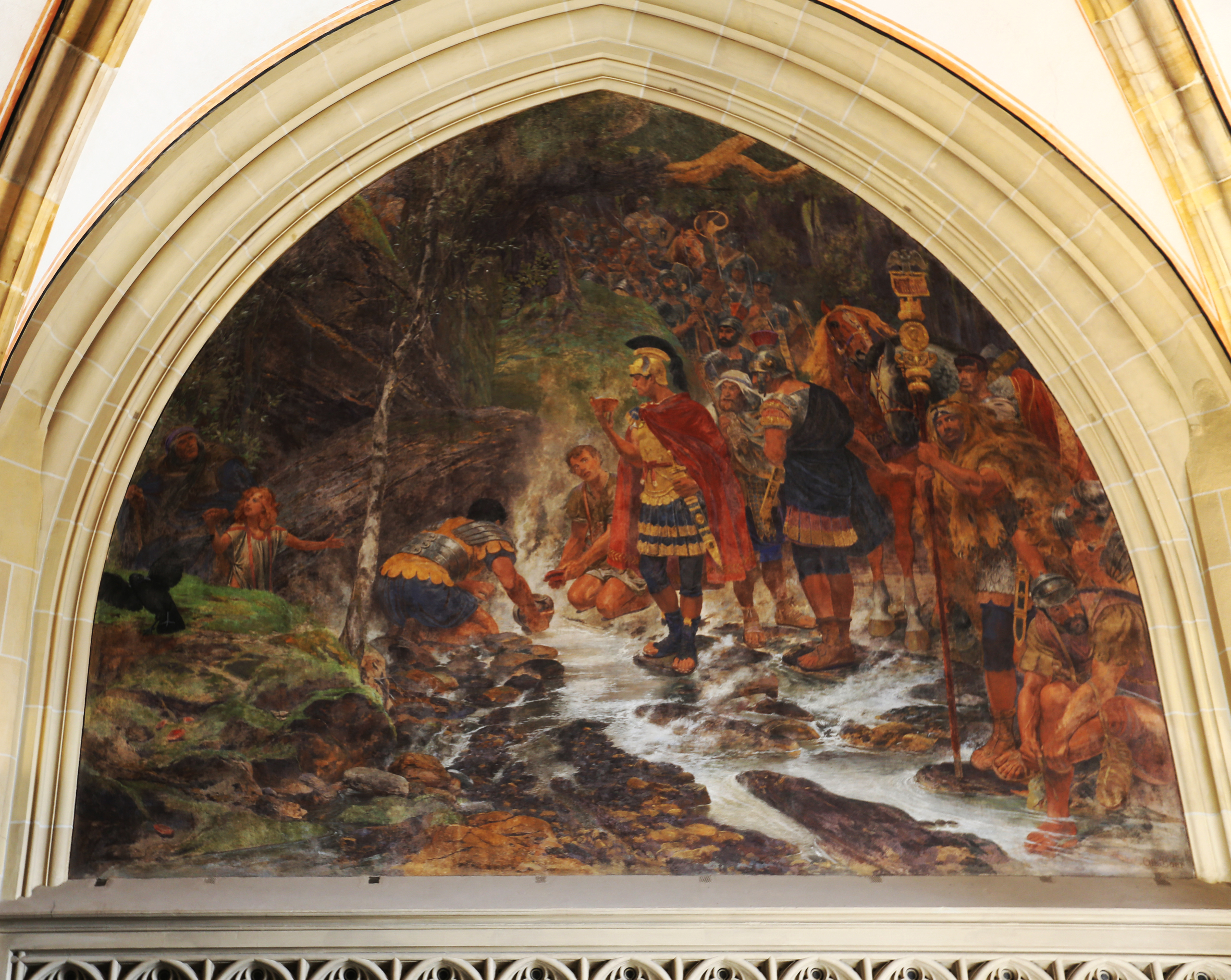
雷特尔描绘的壁画

自帝国自由城市地位终止后以及在拿破仑占领期间，市政厅的建筑状态被严重忽视，使得建筑物在1840年有部分垂危瓦解的危险。在此之后，尤其是自19世纪中叶起，市政厅在建筑师弗里德里希·约瑟夫·阿尔克的领导下，按照原始的哥特式形态进行逐步重建，并且还增加了哥特复兴式风格的绘画、浮雕和雕刻。正对集市的外立面则配备了50个国王塑像，以及艺术、科学和基督教的象征。
在此期间，加冕大厅得到恢复，并修建了一个阿尔克风格的新入口。此外，画家阿尔弗雷德·雷特尔获委托对大厅进行一系列大型壁画的创作。这项工程始于1847年，并由他的学生在1861年完成，系列壁画描绘有查理大帝的生平传奇。当收纳于柏林新博物馆的类似艺术作品遭到破坏后，这幅壁画成为了德国后浪漫主义风格画作最重要的见证之一。

### 1883年市政厅火灾

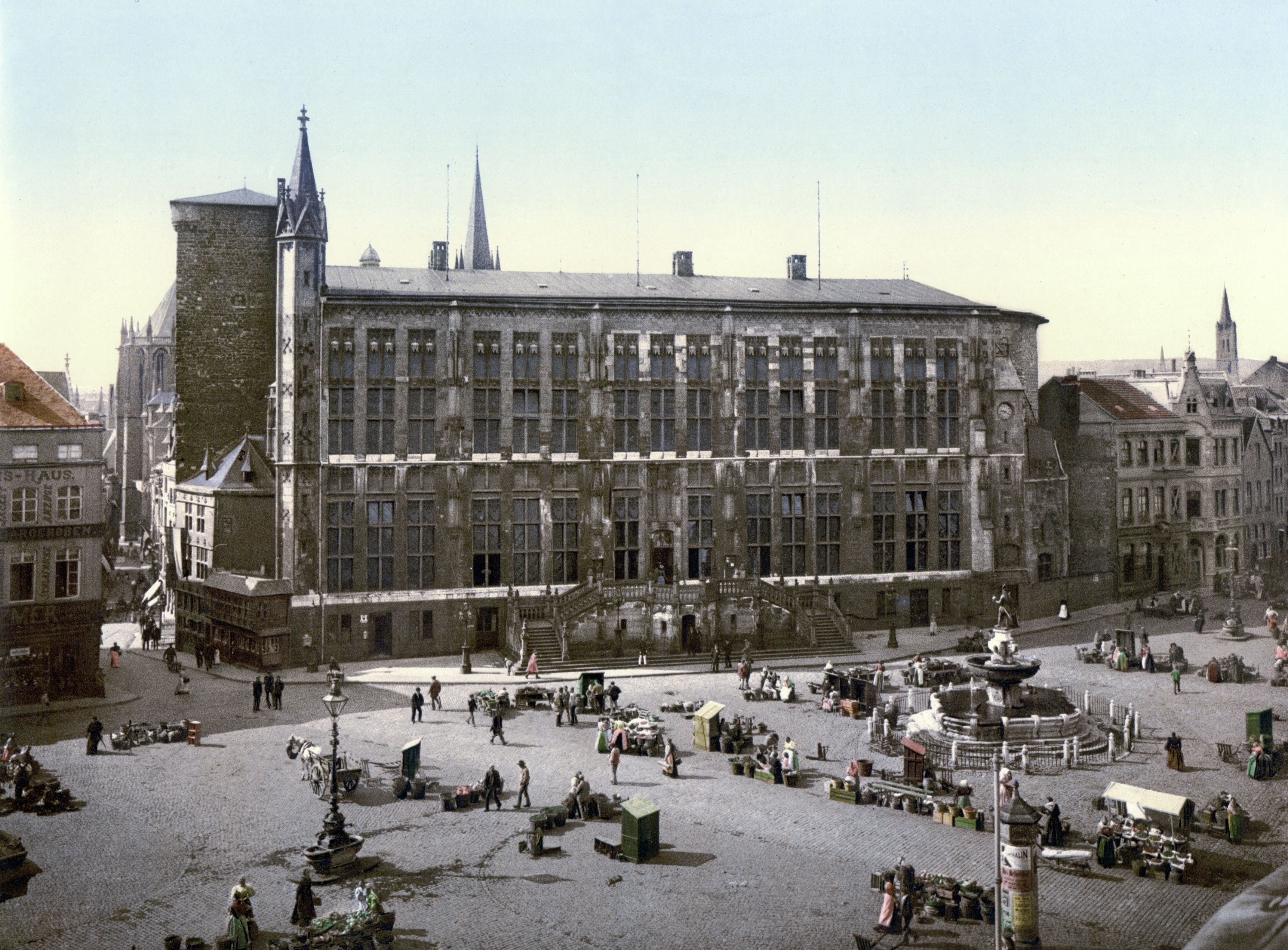
1883年火灾后的市政厅

1883年6月29日，源于安东尼乌斯大街26号，即孟海姆药品和器材仓库发生的火灾，很快便通过屋顶飞溅的火星引燃格拉努斯塔。在四小时内，市政厅的屋顶和两个塔楼，以及位于集市南侧的大量周边住宅都被烧毁。仅带有雷特尔壁画的加冕大厅及建筑的地面层幸免于难，但也遭到了巨量的消防用水侵袭。灾后的修复工作由风俗画家兼涂装技师弗里德里希·盖尔哈特完成。在随后的几年，屋顶及塔楼再进行简易的敷设。
1884年11月1日，亚琛市政府就市政厅的重建工程面向德国建筑师发起设计竞赛。在13份参赛作品中，亚琛本土建筑师格奥尔格·弗伦岑的方案获得了一等奖，他也因此在1891年被委任对市政厅及塔楼进行重建。内部空间的翻新工程则由市政建筑师约瑟夫·劳伦特负责设计及领导。在大约1895年，描绘有格尔哈特·乔卢斯和约翰·冯庞特形象的骑士雕塑被重新安装在市政厅背面墙缘的凸出部，而八个中世纪贵族家庭的纹章盾也被重塑在拱肩上。这些作品均出自卡尔·克劳斯之手。此外，至1900年以前，来自亚琛雕刻作坊的卡尔·埃舍、威廉·波尔、兰伯特·皮德博乌夫和戈特弗里德·戈廷也在市政厅墙壁上刻画了多座国王加冕的雕像，另有一部分则由科隆雕刻家克里斯蒂安·莫尔所完成。
全部修复工程于1902年完成。德皇威廉二世出席了市政厅于1902年6月19日举行的落成典礼。

### 20世纪

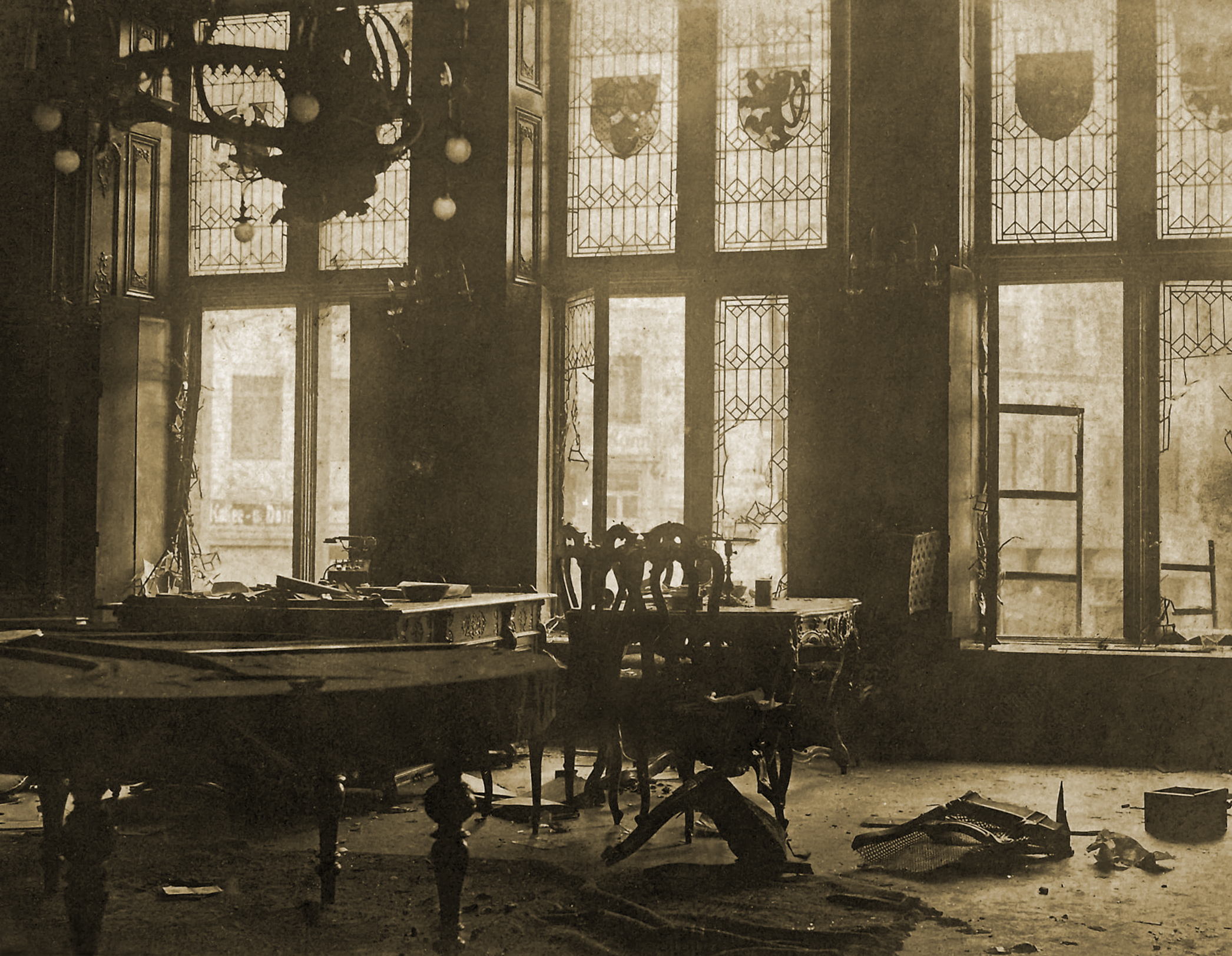
1923年10月1日遭到独立份子破坏的市政厅内部

亚琛市政厅在第一次世界大战得以幸存而未遭受相关的战争损毁。但在国内政治局势动荡期间，分离主义运动意图将亚琛从莱茵共和国独立出去，一群独立份子于1923年10月1日冲入市政厅进行破坏。在外立面部分，市政厅塔楼上的人偶装饰和两座时钟均摧毁，集市一侧地面层的所有窗户被砸碎，以及若干历史悠久的房间也被洗劫一空。许多雷特尔的壁画都受到枪击弹痕的严重破坏。而室内的家具，尤其是市长办公室和加冕大厅内，均被砸碎和作为投掷物使用。在皇帝大厅内还发现了一个未引爆的炸弹。
在第二次世界大战期间，市政厅遭受了多次轰炸，尤其在1943年7月14日和1944年4月11日的空袭中受损严重。在1943年7月14日，屋顶和两座市政厅塔楼被焚毁，市政厅的外观形象仅能呈现出受热扭曲的顶罩钢梁。加冕大厅再次严重损毁，而北侧的外立面由于受到爆炸的压力，某些部分竖直移位多达30厘米。为了避免迫在眉睫的塌方危险，结构部分最初是用巨大的木柱临时支撑。通过雨水的渗透，雷特尔的壁画也受到严重影响。由亚琛籍画家弗朗茨·斯蒂威所作的八组壁画中有五组进行了小批量的精心拆除，并率先转存至苏尔蒙特博物馆。
建筑师奥托·格鲁伯和工程师理查德·斯图姆普夫于1945年就建筑物的结构稳定性发表了一份鉴定报告。在约瑟夫·皮尔莱特教授的协助下，残破的北侧外立面紧急用钢筋结构和角牵板进行加固，而市政厅屋顶则是在1946年用锌板临时修复。在完成结构分析和前面部分加固后，北侧外立面也必须进行更换，因为几乎所有的拱门都已破碎。1948年8月9日，皮尔莱特在市议会的报告中明确，这座历史悠久的市政厅是安全的。地面层的拱门于1950年再次关闭重修。皇帝大厅的重建于1953年基本完成，大厅内部的配置则在随后的几年中进行。
如何重建两个塔尖的问题，则仍然是讨论争议的核心。1966年，曾参与了大量亚琛战后重建设计的功臣——威廉·K·费舍尔教授，拟定了一份塔楼设计的草图，同时亚琛工业大学的学生也参与了讨论，并提交了24份审议方案。1968年再增加了八套由塔尖重建工作委员提供的鉴定方案。有部分方案极具现代化，例如格尔哈特·格劳布纳和费舍尔教授的设计，于是在1968年8月的公开陈述期间展开了深入讨论。工作组最终决定采纳城市文物官员列奥·胡戈特的设计，即仿照历史原型的方案。新塔尖于1978年竖立完成。

### 当代

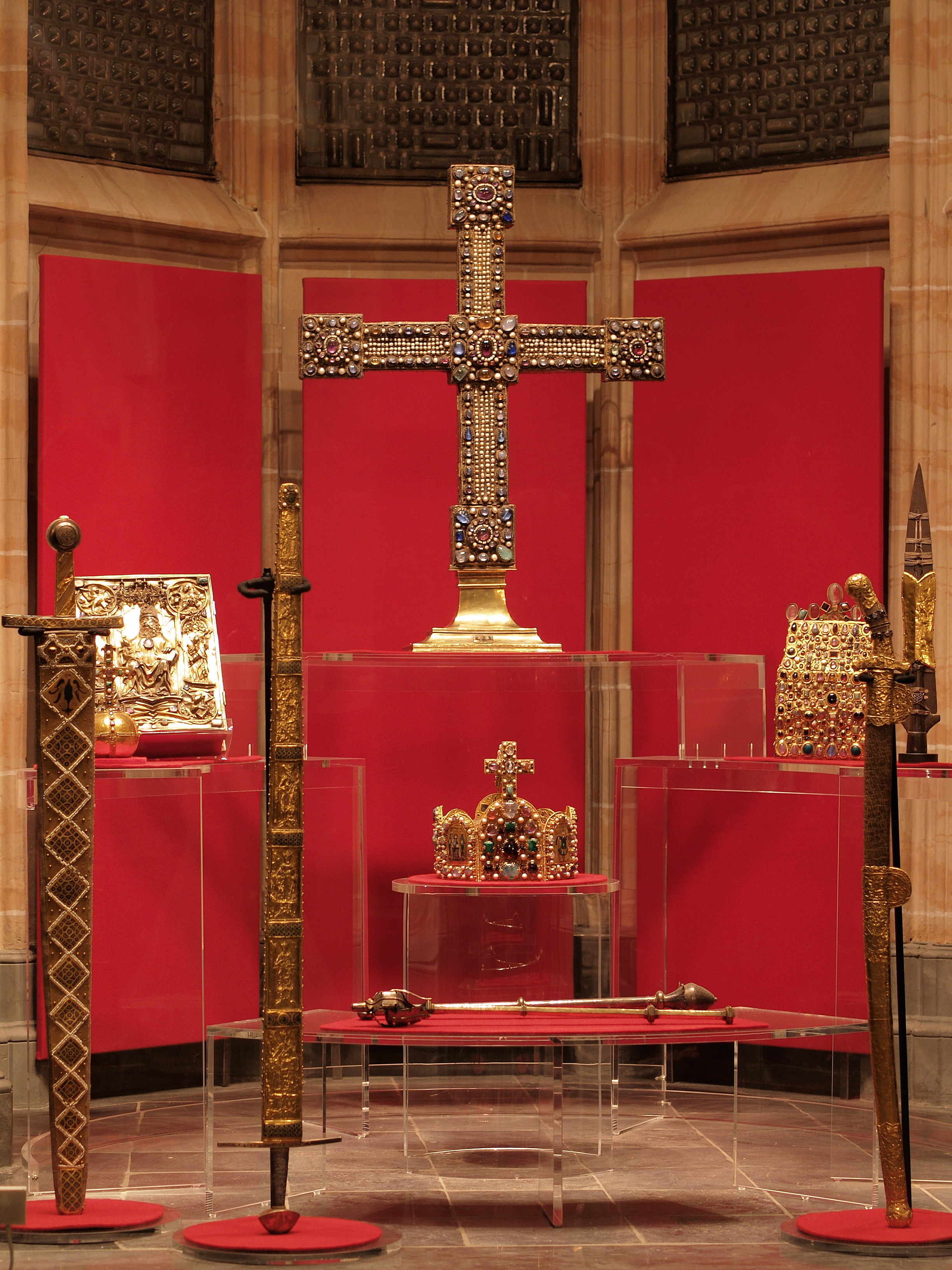
皇权物品（副本）

如今的市政厅还存有一些来自维也纳财政部的皇室物品副本。这些副本都是为了因应德皇威廉二世的要求，在1915年左右召开了一次展览，以纪念从813年至1531年在亚琛举行的31次国王加冕礼。其中包括有加冕福音书（来自查理曼大帝时期的手稿）的副本，查理曼大帝之剑，奥托一世的皇冠，以及由亚琛金匠贝恩哈特·维特所打造的金球等等。
自2009年以来，市政厅作为“查理曼之路”的一站，通过其历史空间对游人开放。在市政厅内，博物馆式的展览和互动指南会对建筑的历史和艺术性进行讲解，并给人提供历史加冕晚宴正在发生的感觉。艺术作品包括有路易斯-安德烈-加布里埃尔·布歇特在1807年所作的拿破仑一世皇帝画像，以及罗伯特·勒费雷在1805年所作的约瑟芬皇后画像。
与以往一样，如今的市政厅依然是市长及市议会的办公场所。而每年的亚琛国际查理曼奖颁奖礼也是在此举行。